# Paul Ange Henri Monier de La Sizeranne
Paul Ange Henri Monier de La Sizeranne, né le 30 janvier 1797 à Tain-l'Hermitage (Drôme) et mort le 6 janvier 1878 à Nice (Alpes-Maritimes), est un auteur dramatique et homme politique français.

## Biographie
Entré dans les gardes du roi en 1815, il renonce à la carrière militaire, à la suite d'une fracture au bras. Propriétaire terrien, il écrit des pièces de théâtre. 
Maire de Tain-l'Hermitage, conseiller général de 1836 à 1870, président du conseil général pendant 35 ans, il est député de la Drôme de 1837 à 1848, siégeant au centre gauche. Il est de nouveau député de 1852 à 1863, siégeant dans la majorité soutenant le Second Empire. Il est sénateur de 1863 à 1870 et fait comte à titre héréditaire par décret impérial en 1866. 
Son fils, Fernand Monier de La Sizeranne a également été député.

## Œuvres
- Virginie, tragédie en cinq actes et en vers (1817)
- L'Amitié des deux âges, comédie en trois actes et en vers (1826)
- Régine, ou Vienne et Paris en 1815, comédie en cinq actes et en vers (1854)

## Sources
- « Paul Ange Henri Monier de La Sizeranne », dans Adolphe Robert et Gaston Cougny, Dictionnaire des parlementaires français, Edgar Bourloton, 1889-1891 [détail de l’édition] [texte sur Sycomore]